# فورد بينتو
فورد بينتو هي سيارة ثانوية صغيرة خلفية الدفع من صناعة شركة فورد أنتجت في 1970 وتوقَّف إنتاجها في 1980. تمَّ تجميعها في الولايات المتحدة في إديسون (نيو جيرسي) [الإنجليزية] وميلبيتاس في كاليفورنيا، وفي كندا في ساوث وولد (أونتاريو) [الإنجليزية].
تمَّ تسويق بينتو في ثلاثة أشكال أولها «سيارة سيدان فاست باك» ذات بابين معَ صندوق، وهاتشباك بثلاثة أبواب، وعربة ستيشن ببابين، عرضت ميركوري نسخ معدلة من بينتو مثل ميركوري بوبكات من 1975 إلى 1980 وفي كندا (1974-1980)‏ تمَّ إنتاج أكثر من 3 ملايين عربة بينتوس على مدى 10 سنوات.

## خلفية

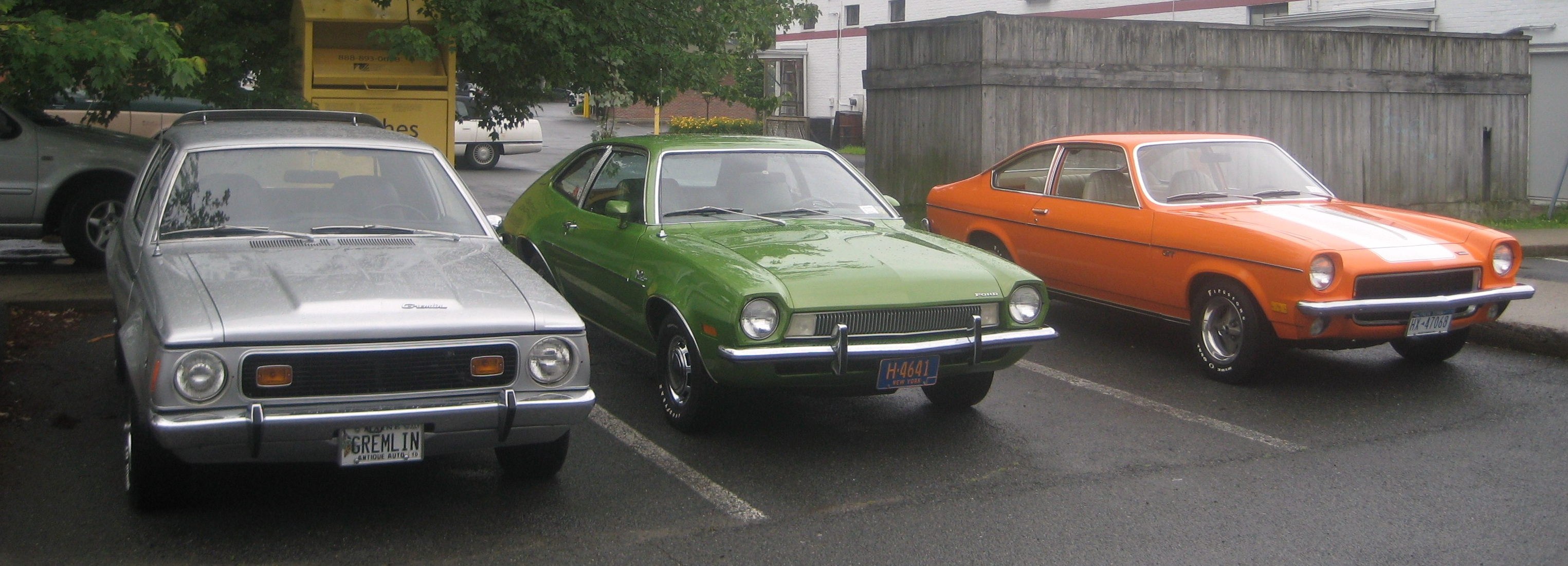
الجيل الأول من المركبات الثانوية الأمريكية، من اليسار إلى اليمين: AMC Gremlin، وFord Pinto، وChevrolet Vega

واجه صانعو السيَّارات الأمريكيّون المُنتجات الواردة مثل فولكس فاجن بيتل، وفورد مافريك، وشيفروليه كورفير، وبازدياد شعبية الواردات اليابانيّة من تويوتا وداتسون طوال فترة الستينيات، استجابت شركة «فورد نورث أميركا» وقدمت سيارة كورتينا، وقدم صانعو السيَّارات الأمريكيّون مركباتهم الفرعية.
قدمت سيارة جديدة من بينتو على اسم الحصان (بالإنجليزية: Horse)‏ في 11 سبتمبر 1970،  وكانت جديدة تمامًا وأستخدمت مجموعة نقل الحركة من المواصفات الأوروبيَّة فورد إسكورت، وقد أشترى هنري فورد الثاني رئيس شركة فورد سيارة رونابوت (هاتشباك) في 1971. 

## تطوير المنتج

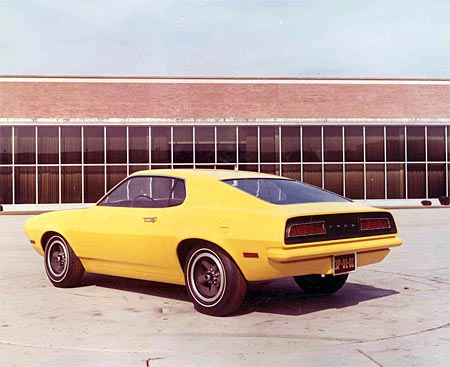
مقترح تصميم فورد بينتو 1970

بدأَ التخطيط الأولي لبينتو في صيف 1967 حيثُ أوصت به لجنة تخطيط منتجات فورد في ديسمبر 1968، ووافق مجلس إدارة شركة فورد على التصميم في يناير 1969. وقد أراد رئيس شركة فورد لي إياكوكا طرازًا من عام 1971 بوزن 2000 رطل أو بسعر أقل من 2000 دولار أمريكي. وقد أستغرق تطوير منتج بينتو من الفكرة حتَّى التسليم 25 شهرًا، فين حين كانَ متوسط صناعة السيَّارات 43 شهرًا، وهو أقصر جدول للتخطيط وللإنتاج في تاريخ السيَّارات في ذلك الوقت، وقد أجريت بعض عمليات التطوير بالتتابع والتوازي، وتداخلت أعمال الآلات معَ تطوير المنتج، ممَّا أدَّى إلى تغيير التصميم الأساسي، وتمَّ إلغاء القرارات التي تهدد الجدول الزمني،  وكانَت إدارة شركة فورد تريد هو تطوير بينتو في أسرع وقتٍ ممكن،  وأمر إياكوكا بتسريع بناءً السيارة، وأصبحت سيارة بينتو معروفة داخليًا باسمِ «سيارة لي». وكان روبرت إيدشون (بالإنجليزية: Robert Eidschun)‏ مصمم هيكل السيارة.
عُرضت بينتو معَ محرك بأربعة اسطوانات ومحرك مثبت طوليًا في المقدمة يجر العجلات الخلفية عبر ناقل حركة يدوي أو أوتوماتيكي، ونوابض لولبية أمامية.

## تاريخ الإنتاج
في 11 سبتمبر 1970 قدمت فورد سيارة بينتو تحت شعار "The Little Carefree Car."  وعرضت فورد سيارة بينتو كسيارة سيدان ببابين،  بسعر 1850 دولار، مستهدفة الطرازات المُستوردة وَالتي تضَّمنت منافسين جدد مثل «مازدا 1200» في 1971، وسيارة «سوبارو دي إل» في 1972، وسيارة «هوندا سيفيك» في 1973.
باعت بينتو أكثر من 100 ألف وحدة بحلول يناير 1971،  وبلغ إنتاجها 352,402 في 1971، وشهد 1974 أكبر عدد من الإنتاج، حيثُ أنتجت فيهِ 544,209 سيارة بينتو.
| السنة                    | 1971   | 1972   | 1973    | 1974   | 1975    | 1976   | 1977    | 1978   | 1979    | 1980    |
| ------------------------ | ------ | ------ | ------- | ------ | ------- | ------ | ------- | ------ | ------- | ------- |
| الوحدات                  | 352402 | 480405 | 484.512 | 544209 | 223,763 | 290132 | 225.097 | 188899 | 199.018 | 185.054 |
| إجمالي الإنتاج 3,173,491 |        |        |         |        |         |        |         |        |         |         |

### 1971 إلى 1973

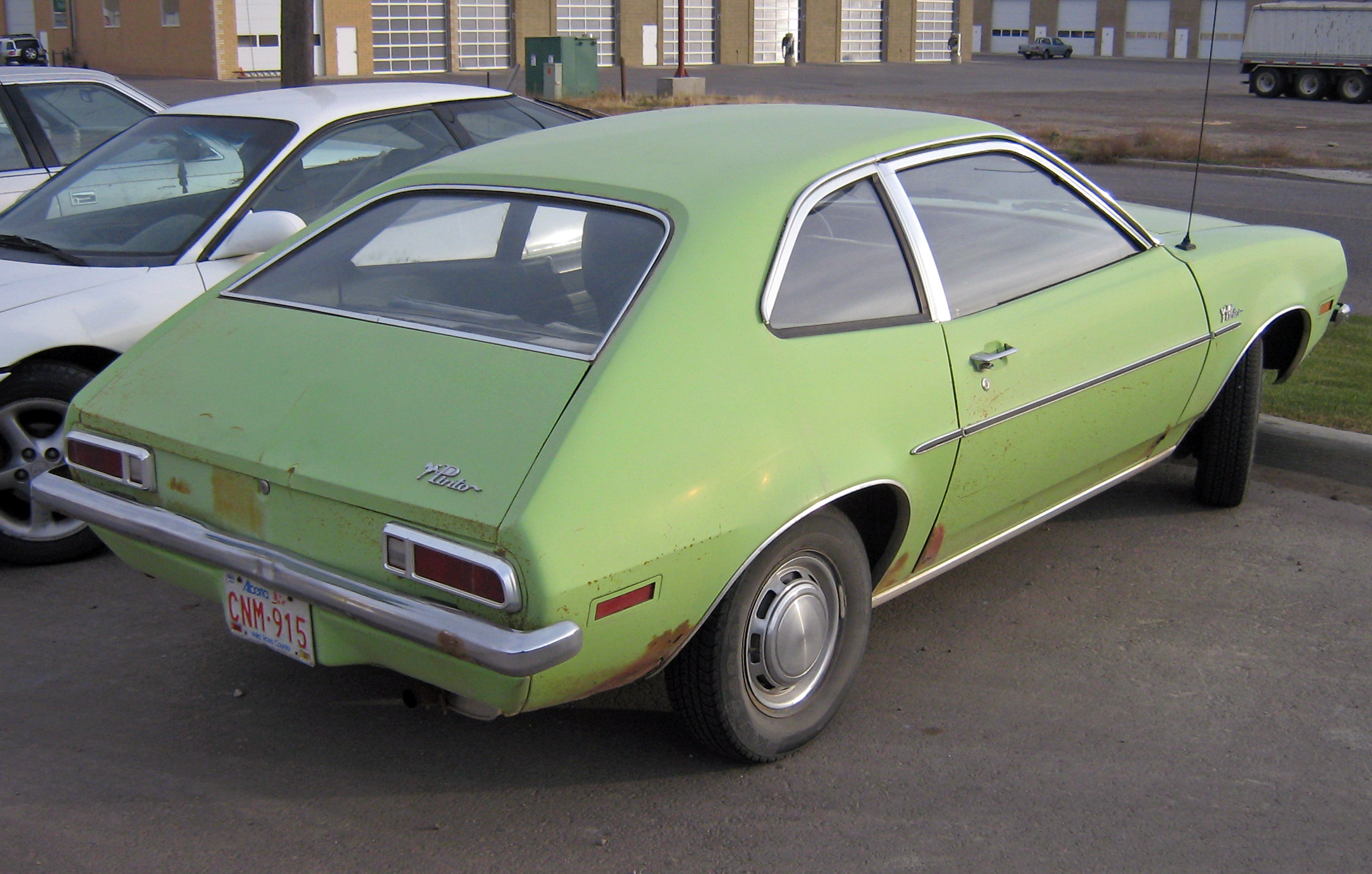
فورد بينتو 1971-1972 سيدان مع صندوق مغلق

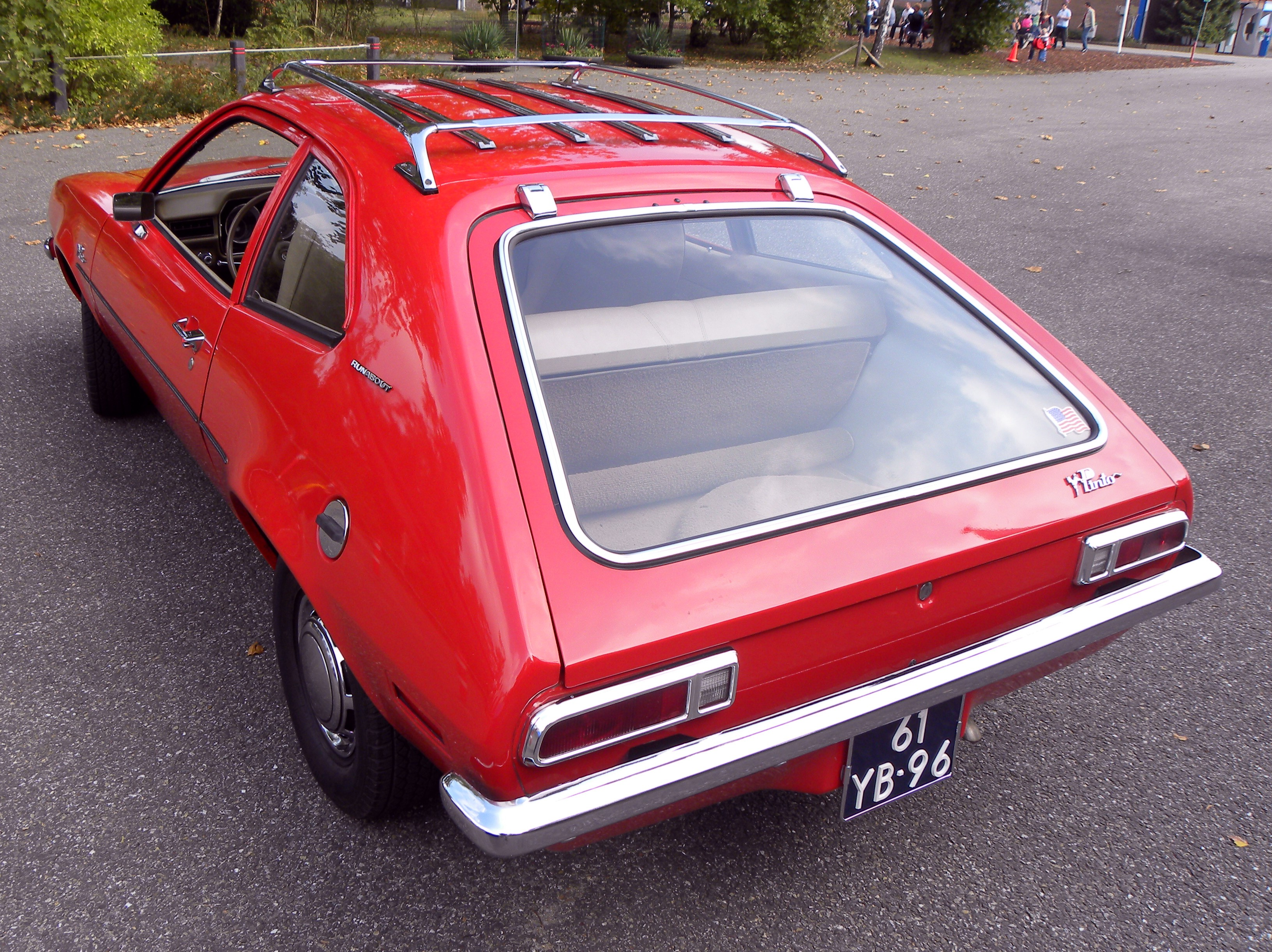
بينتو رانابوت 1973

طُرحت فورد بينتو للبيع في 11 سبتمبر 1970 بأسلوب سيارة سيدان فاست باك معَ صندوق مغلق، وأتيحت هاتشباك للبيع في 20 فبراير 1971، وظهرت لأول مرَّة في معرض شيكاغو للسيارات. في عام 1971 جاء كتيب بينتو مزودًا بفتحة ورق بينتو يُمكن طيها لعمل نموذج ثلاثي الأبعاد، وتمَّ بيع هاتشباك بعدَ خمسة أيام بسعر 2062 دولار.
في 30 أكتوبر 1970 بعدَ أقل من شهرين من طرحها في السوق، سحب فورد 26 ألف سيارة بينتو لمعالجة خلل في مسرع بدء التشغيل. في 29 مارس 1971 سحبت شركة فورد جميع منتج بينتو البالغة 220 ألف سيارة وَالتي إنتجت قبل 19 مارس 1971، لإجراء تعديلات لمنع الحرائق المُحتملة في حجرة المحرك.
في 24 فبراير 1972  ظهرت «بينتو ستيشن» لأول مرَّة بطول إجمالي يبلغ 172.7 بوصة (4,390 مـم) وصندوق البضائع 60.5 قدم مكعب (1.71 م3)، وهي أول عربة ستايشن واغن فورد ببابين منذُ 1965، وقد جُهزت بنوافذ ربع خلفية مفتوحة، وفرامل أمامية، ومحرك بسعة 2 لتر، وتتميّز عربة "Pinto Squire" بألواح جانبية من الخشب الصناعي.

### 1974 إلى 1978
في عام 1974 أضافت فورد مصدات أمامية وخلفية، تلبيةً للوائح الفيدرالية، ولم يتطلب ذلك القيام بتغييرات كبيرة في هيكل السيارة على عكس مُعظم سيارات السبعينات. ولاحقاً تمَّ توسيع عمود الكامات العلوي [الإنجليزية] إلى 2.3 لتر، ليتم استِخدامه في مجموعة متنوعة من سيارات فورد لثلاثة وعشرون عامًا، وفي 1974 بدأت ميركوري في بيع نسخة معدلة من بينتو تُسمى «بوبكات» كطراز مخصص لكندا فقط، وباعت 544209 وحدة منها، وأصبح طراز 1974 أكثر طرازات بينتو شهرة. وكانت إطارات الطراز بأحزمة فولاذية ولها نظام الإنذار ضدَّ السرقة، وطلاء معدني متوهج اختياري.
في 1975 قدمت فورد محرك سداسي الأسطوانات بسعة 2.8 لتر للتنافس بشكلٍ أفضل معَ «إيه أم سي جريملين»، تمَّ توسيع مبيعات «ميركوري بوبكات» إلى تجَّار لينكولن-ميركوري في الولايات المتَّحدة حيثُ بِيعَت كسيارة هاتشباك وستيشن واغن. 
كتحديث بسيط لتصميم طراز 1976 تلقت بينتو لون أبيضـ وإطارات المصابيح الأماميّة المصنوعة من الكروم معاد تدويرها من طراز «ميركوري بوبكات» في كندا عام 1974 فقط، وتمَّ تقديمها بخيارين:
- مظهر ستاليون الرياضيةِ الجديدة: بطلاء أسود وتعتيم مقلم، وتمَّت مشاركة الخيارات هذه معَ موستانج II ومافريك.
- «رن أباوت سكوير»: التي تتميز بجسم فينيل خشبي مثل عربة سكوير، وتلقّى التصميم الداخليّ «لكشري ديكور جروب» اختياري، ومقاعد جديدة من الفينيل أو القماش المنقوش معَ حواف متطابقة.[28]

في 1978 قدمت فورد سيارة فورد فييستا وهي أقصر من بينتو بحوالي قدمين (0.61 م)، وكانت «فييستا» ذو التصميم الألمانيَّ، أول سيارة دفع أمامي تبيعها شركة فورد في الولايات المتَّحدة. 

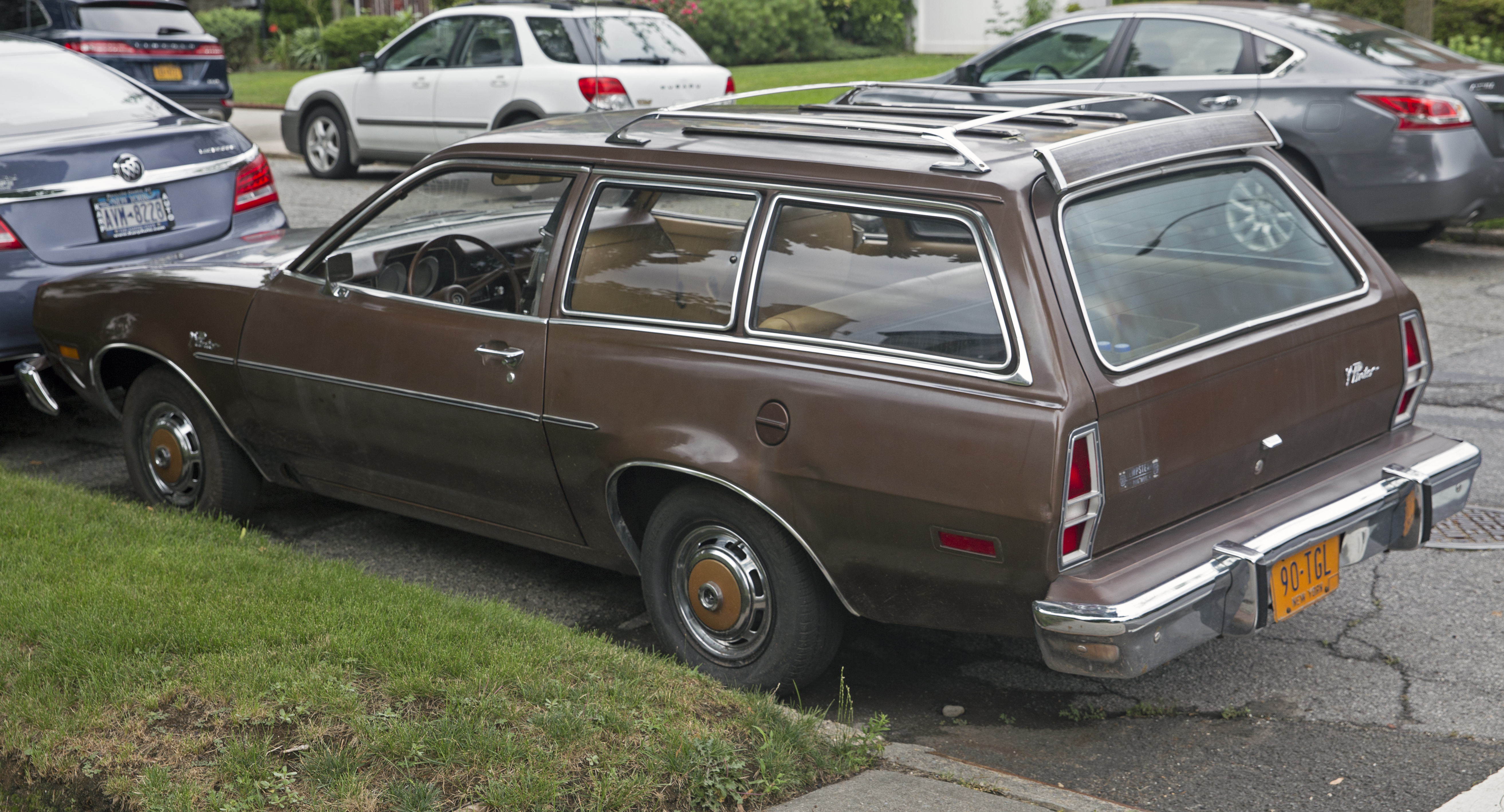
فورد بينتو ستيشن واجون 1974
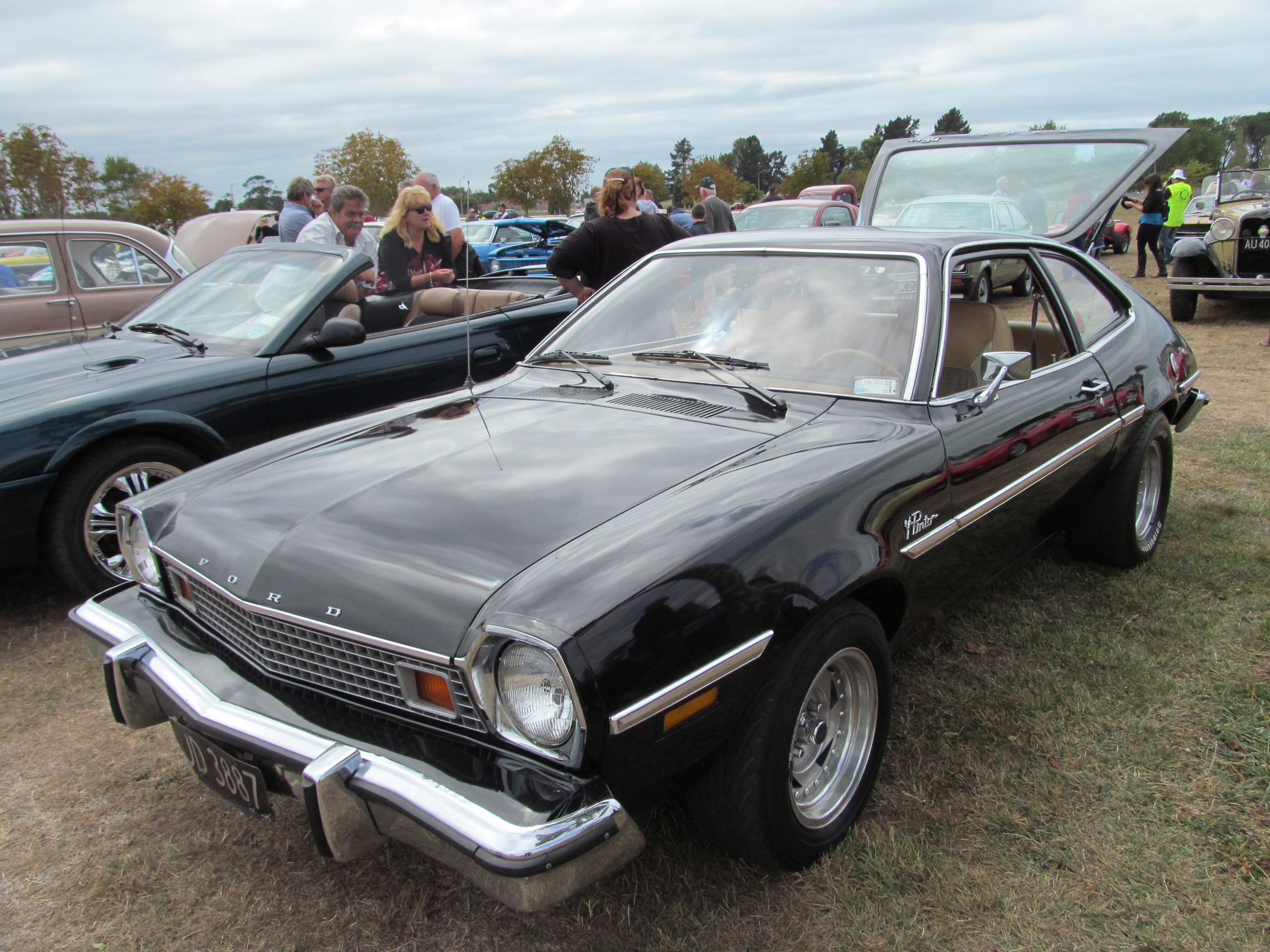
فورد بينتو رانابوت 1976
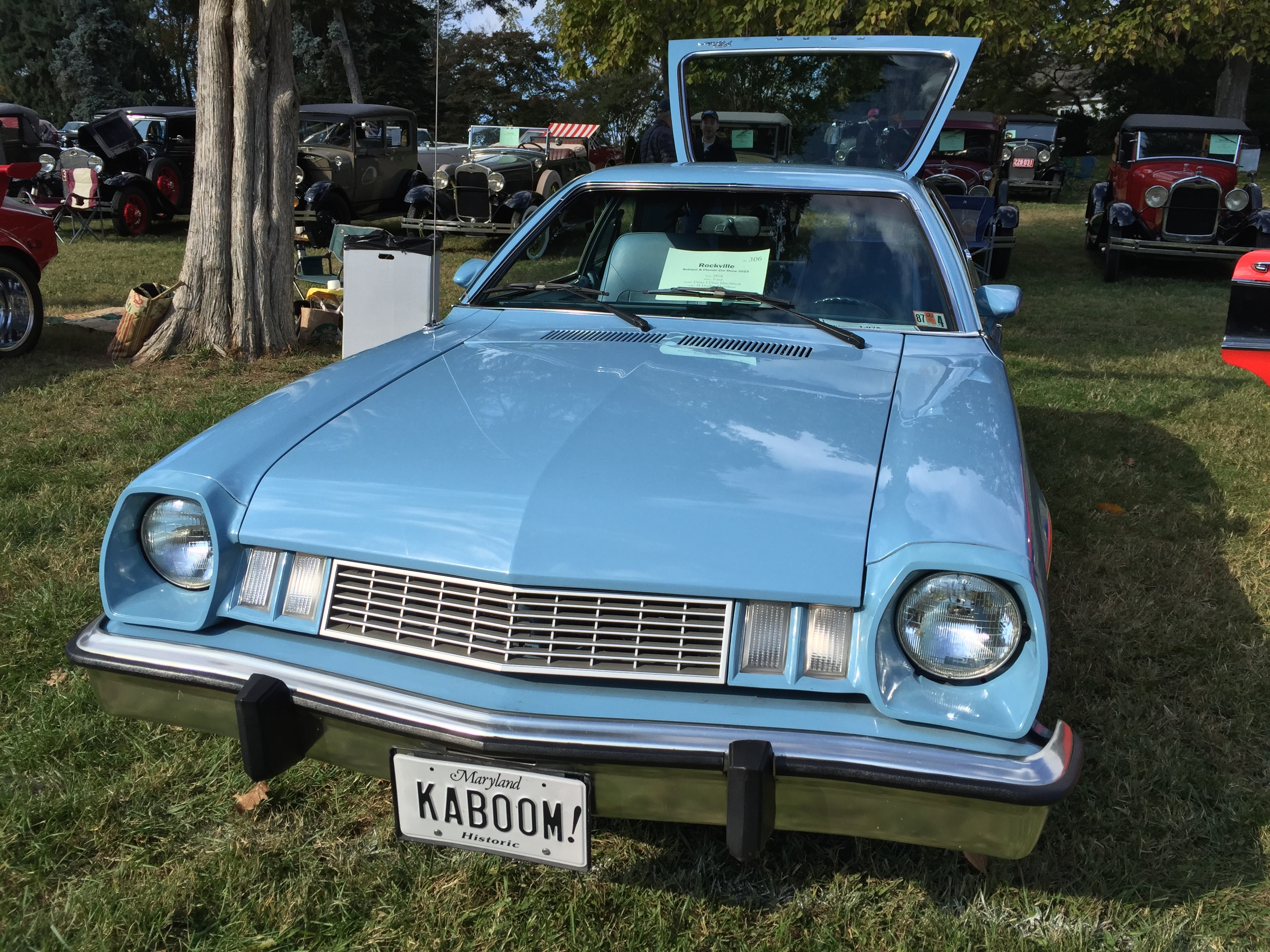
فورد بينتو رانابوت 1977-1978
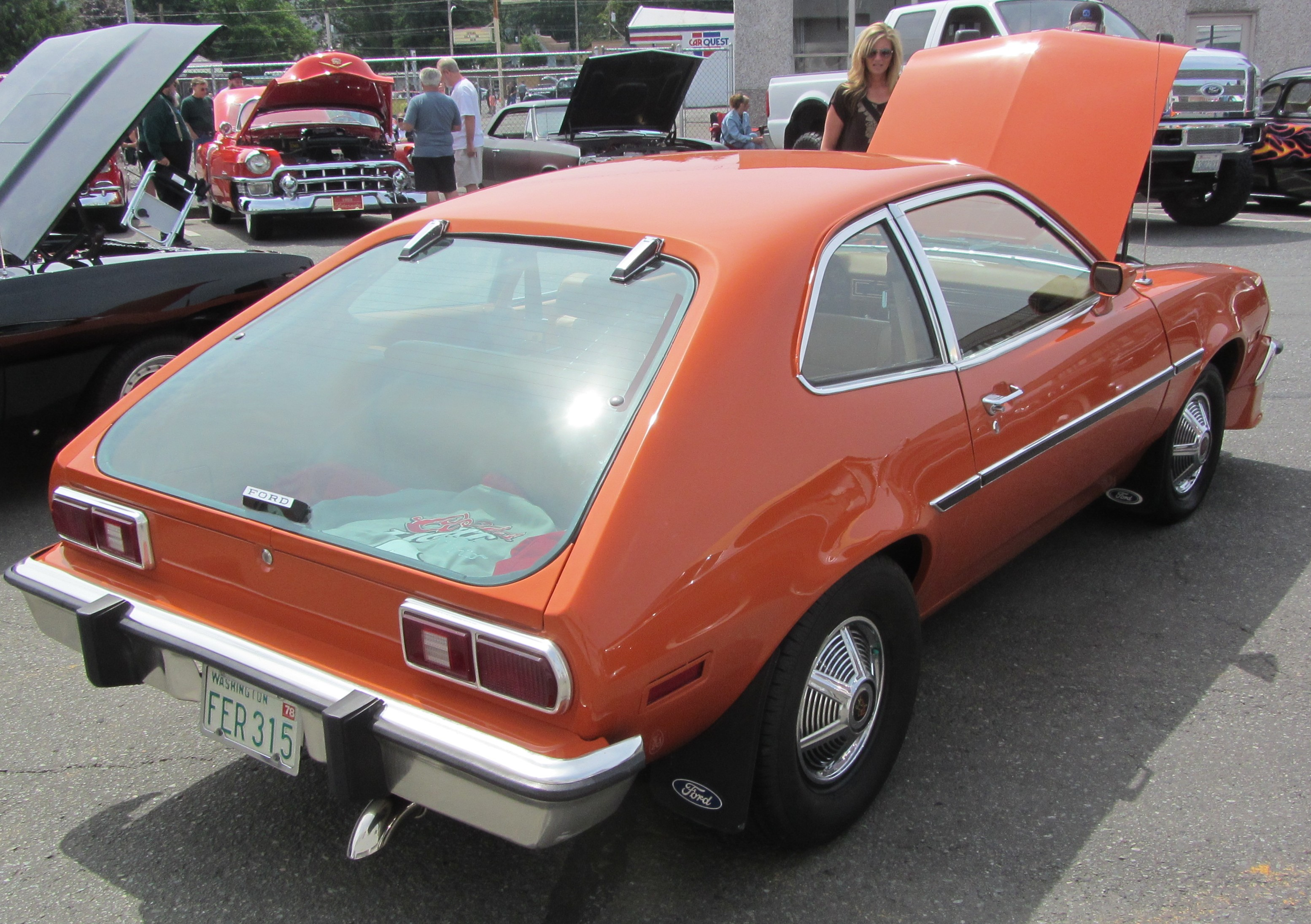
فورد بينتو رانابوت 1977-1978 بفتحة زجاجية اختياريةٍ بالكامل
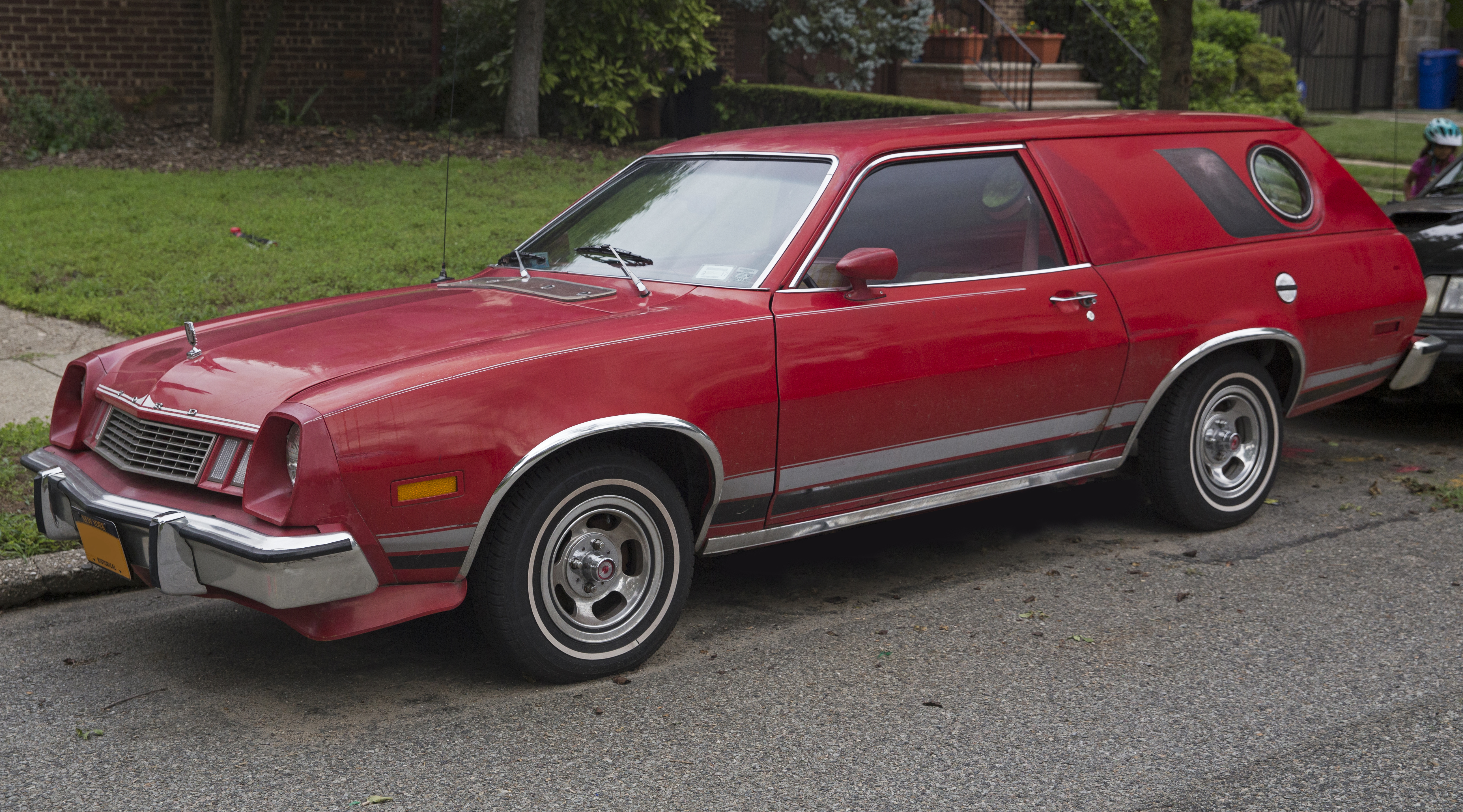
فورد بينتو كروزينج واجن 1977-1978

### 1979 إلى 1980

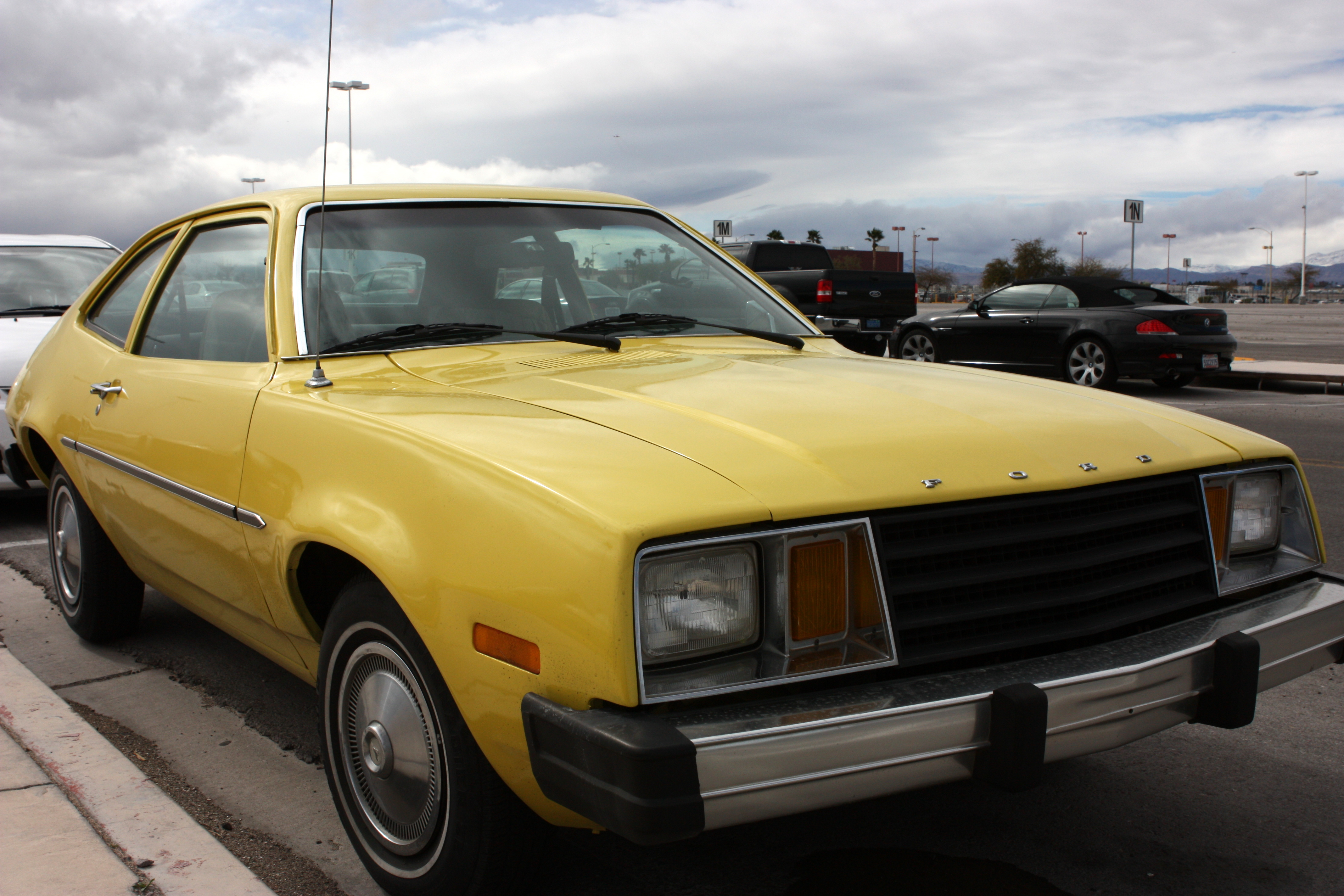
فورد بينتو سيدان 1979-1980

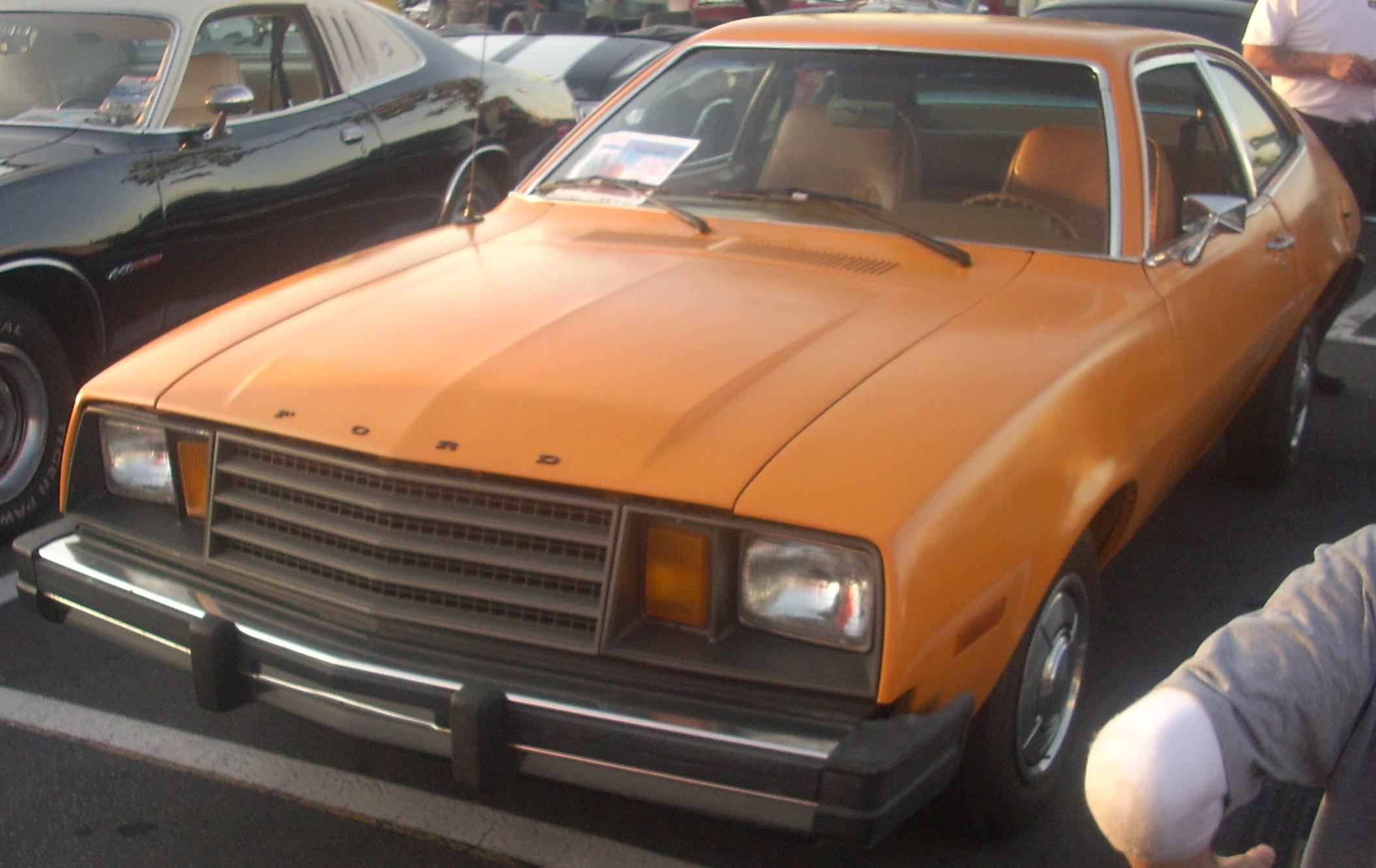
فورد بينتو رانابوت 1979-1980

شهد طراز 1979 آخر تحديث مهم في التصميم، حيثُ تخلت بينتو عن تصميمها الأصليّ الشبيه بمافريك، وأتجهت لمظهر فيرمونت الحديث بمصابيح أمامية مستطيلة، ومصابيح وقوف عمودية داخلية، وشبكة خلفية مائلة طويلة، وعدلت المصابيح الخلفية، وحدثت المقصورة الداخليَّة بمجموعة أدوات جديدة مستطيلة الشكل ولوحة عدادات معدلة. 
شهد 1980 نهاية إنتاج بينتو لإفساح المجال لاستبدالها بمحرك «فورد إسكورت» دفع أمامي.

## مجموعة نقل الحركة
كانت بينتو متاحة بمحركين باستثناءِ عام 1980، وخلال السنوات الخمس الأولى من الإنتاج قدمت محركات مضمنة بأربع أسطوانات فقط، حيثُ غيَّرت فورد تصنيفات القوَّة كلّ عام تقريبًا. 
في 1974 قدمت محرك 2.3 لتر (140 بوصة3) I4 وقد حُدث هذا المحرك وعُدل عدَّة مرات ممَّا سمح لَهُ بالاستمرار في الإنتاج حتّى 1997، ووضعت نسخة من المحرك بشاحن توربيني في «ثندربيرد توربو كوبيه»، وفي موستانج إس في أو [الإنجليزية]، وفي «ميركور XR4Ti»‏. 
استخدمت بينتو في سنواتها الأولى محرك إنحليزي بإزاحة 1,600 سنتيمتر مكعب (98 بوصة3) ومحرك ألماني ثنائي الأسطوانات بإزاحة 2,000 سنتيمتر مكعب (120 بوصة3)، ومع ظهور متطلبات التحكم في الانبعاثات، انتقلت فورد من المحرّكات الأوروبيَّة إلى محركات محليّة الصنع، بِاستخدام تصميمات جديدة أو معدلة. وقد أثرت تشريعات السلامة الجديدة على المصدات والأجزاء الأخرى، ممَّا زاد من وزن السيارة وقلل من أدائها، حيثُ أدَّت معايير جمعية مهندسي السيَّارات (SAE) المنقحة في عام 1972 إلى تبديل محرك بينتو 1.6 لتر (98 بوصة3) بمحرك 54 كبح حصاني (40 كـو) وتبديل محرك 2.0 لتر (120 بوصة3) بمحرك 86 حصان (64 كـو).
| الاسم                                                                  | السنوات   | الإزاحة                | القوَّة (حصان†) | عزم الدوران† |
| ---------------------------------------------------------------------- | --------- | ---------------------- | --- | --- |
| محرك داخلي رباعي                                                       |           |                        | | |
| فورد كينت I4                                                           | 1971-1973 | 98 بوصة مكعبة (1.6 ل)  | - 75 حصان (56 كيلوواط؛ 76 حصان متري) (1971) - 54 حصان (40 كيلوواط؛ 55 حصان متري) (1972–1973) | - 96 رطل قدم (130 نيوتن لكل متر) (1971) |
| فورد EAO I4                                                            | 1971-1974 | 122 بوصة مكعبة (2.0 ل) | - 100 حصان (75 كيلوواط؛ 101 حصان متري) (1971) - 86 حصان (64 كيلوواط؛ 87 حصان متري) (1972–1974) | |
| فورد LL23 I4                                                           | 1974-1980 | 140 بوصة مكعبة (2.3 ل) | - 90 حصان (67 كيلوواط؛ 91 حصان متري) (1974) - 83 حصان (62 كيلوواط؛ 84 حصان متري) (1975) - 92 حصان (69 كيلوواط؛ 93 حصان متري) (1976) - 89 حصان (66 كيلوواط؛ 90 حصان متري) (1977) - 88 حصان (66 كيلوواط؛ 89 حصان متري) (1978–1980) | - 110 رطل قدم (150 نيوتن لكل متر) (1975) - 121 رطل قدم (164 نيوتن لكل متر) (1976) - 120 رطل قدم (160 نيوتن لكل متر) (1977) - 118 رطل قدم (160 نيوتن لكل متر) (1978–1979) - 119 رطل قدم (161 نيوتن لكل متر) (1980) |
| محرك V6                                                                |           |                        | | |
| فورد كولونيا V6                                                        | 1975-1979 | 170 بوصة مكعبة (2.8 ل) | - 97 حصان (72 كيلوواط؛ 98 حصان متري) (1975) - 103 حصان (77 كيلوواط؛ 104 حصان متري) (1976) - 93 حصان (69 كيلوواط؛ 94 حصان متري) (1977) - 90 حصان (67 كيلوواط؛ 91 حصان متري) (1978) - 102 حصان (76 كيلوواط؛ 103 حصان متري) (1979)  | - 139 رطل قدم (188 نيوتن لكل متر) (1975) - 149 رطل قدم (202 نيوتن لكل متر) (1976) - 140 رطل قدم (190 نيوتن لكل متر) (1977) - 143 رطل قدم (194 نيوتن لكل متر) (1978) - 138 رطل قدم (187 نيوتن لكل متر) (1979)      |
| تُعدّ مُعدَّلات القدرة الحصانية وعزم الدوران نتيجةً صافية بعدَ طراز سنة 1971. |           |                        | | |

## ميركوري بوبكات (1974–1980)

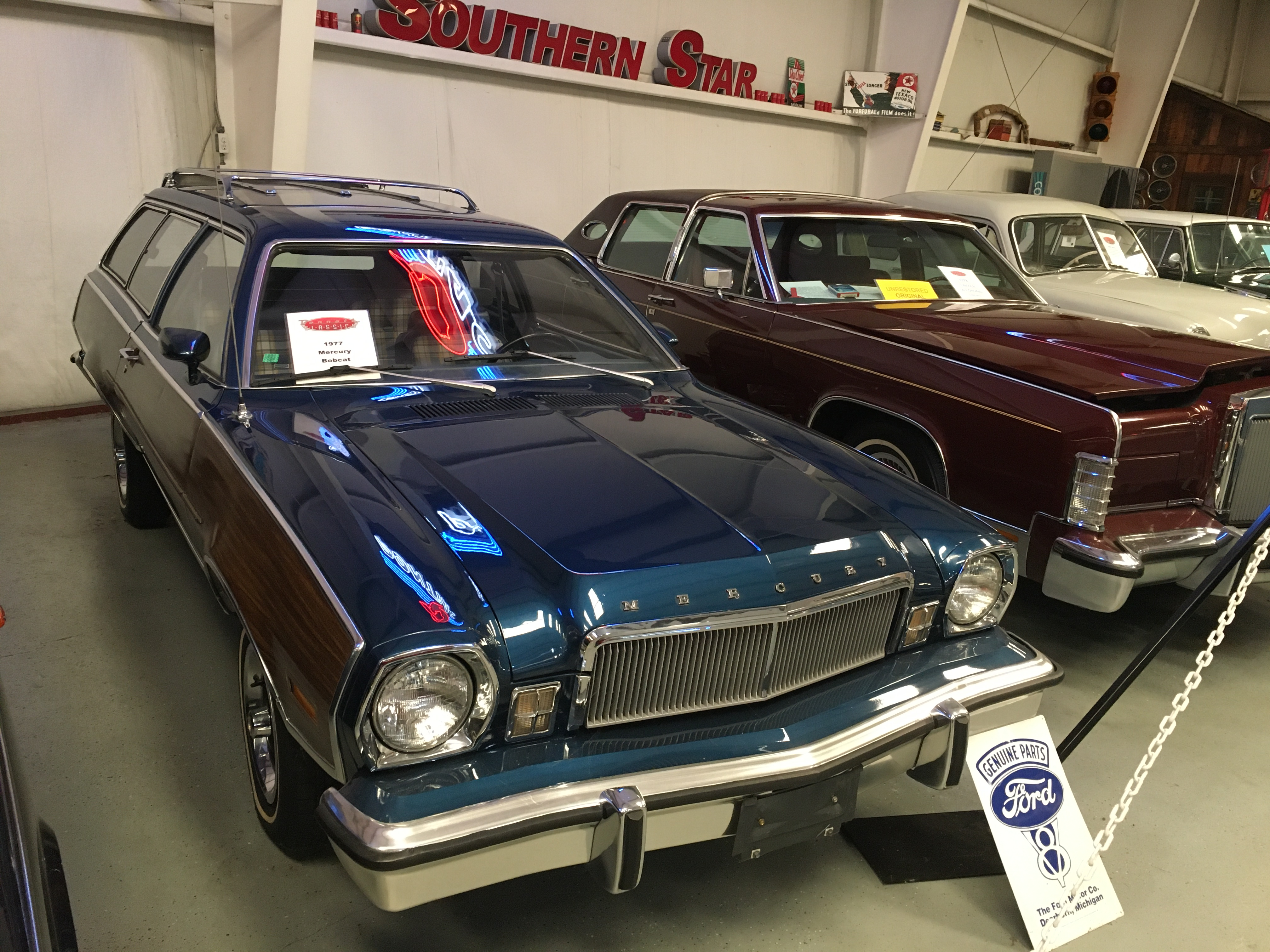
ميركوري بوبكات واجن 1977

قام تجَّار «لينكولن-ميركوري» بتسويق نسخة معدلة من بينتو مثل ميركوري بوبكات (بالإنجليزية: Mercury Bobcat)‏ ابتدائا من طراز 1974 في كندا، حيثُ عدل تصميمها، وأضاف لها مصابيح أمامية من الكروم، وتتميّز بمصابيح خلفية مزدوجة العرضُ معدلة لطرازات السيدان والمتجول [الإنجليزية].
بدأَ بيع ببوكات في السوق الأمريكيَّة عام 1975 بمستوياتٍ مطورة مثل «رانباوت هاتش باك» و«فيلجر واجون»، وفي السنوات اللاحقة لم يتم عرض بوبكات كسيارة سيدان ببابين معَ صندوق مغلق في سوق الولايات المتحدة، وأُعيد تصميم جميع سيارات بوبكات بغطاء مقبب وشبكة شريط عمودي أطول.. 
أُعِيدَ تصميم بوبكات في عملية إعادة تصميم كبيرة في 1979 حيثُ تميَّز التصميم الجديد بنهاية أمامية مائلة معَ مصابيح أمامية مستطيلة وشبكة قضيب عمودية أكبر، وعُدلت المصابيح الخلفية، وجائت مجموعة الأدوات الأساسيَّة بشكلٍ جديد ولوحة عدادات معدلة. 
توقف إنتاج بوبكات في عام 1980 لإفساح المجال لاستبدالها بطراز "Mercury Lynx" بعدَ أن تمَّ إنتاج 224,026 سيارة بوبكات خِلال الفترة من 1975 إلى 1980.

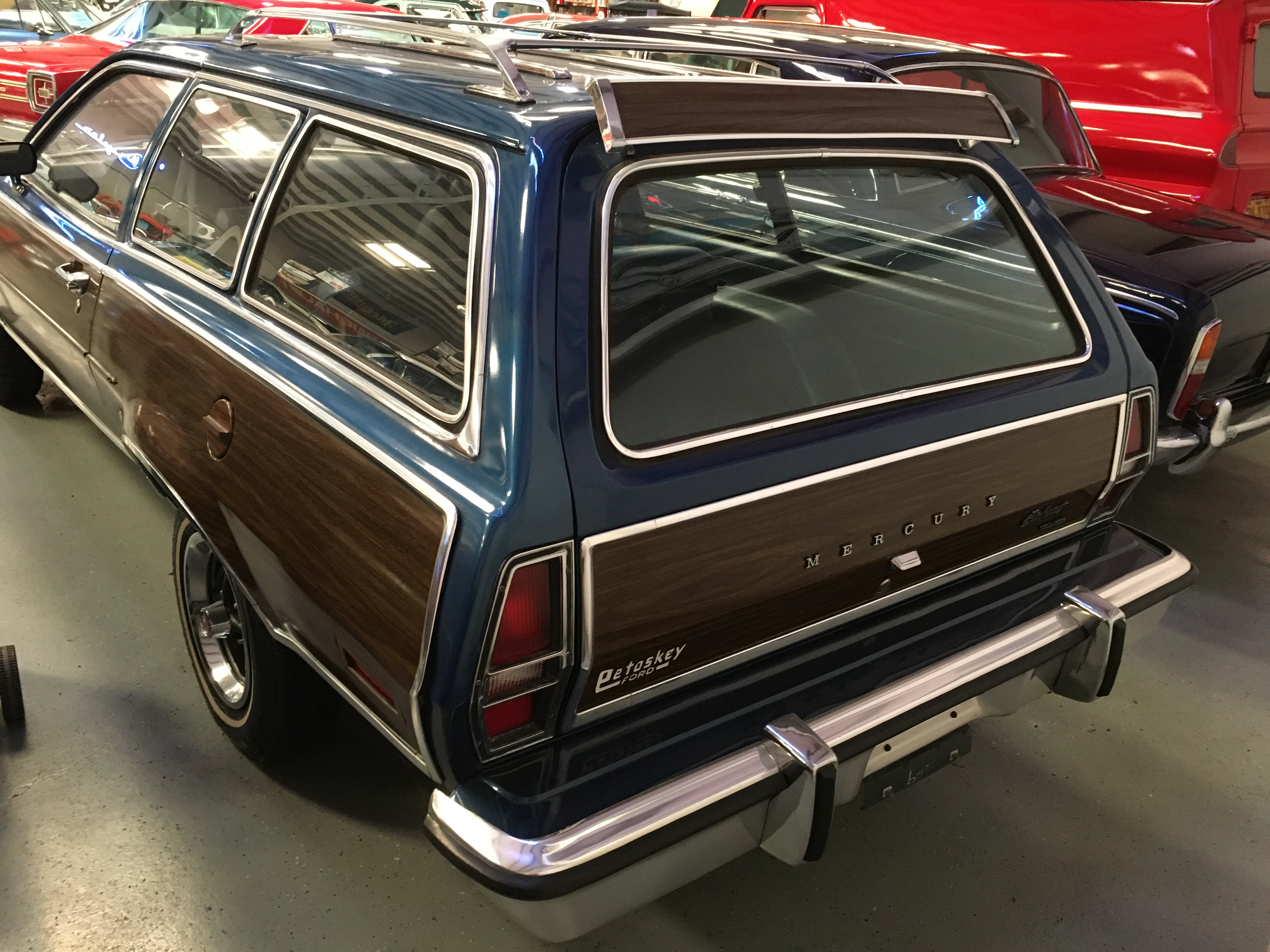
ميركوري بوبكات فيلجر 1977
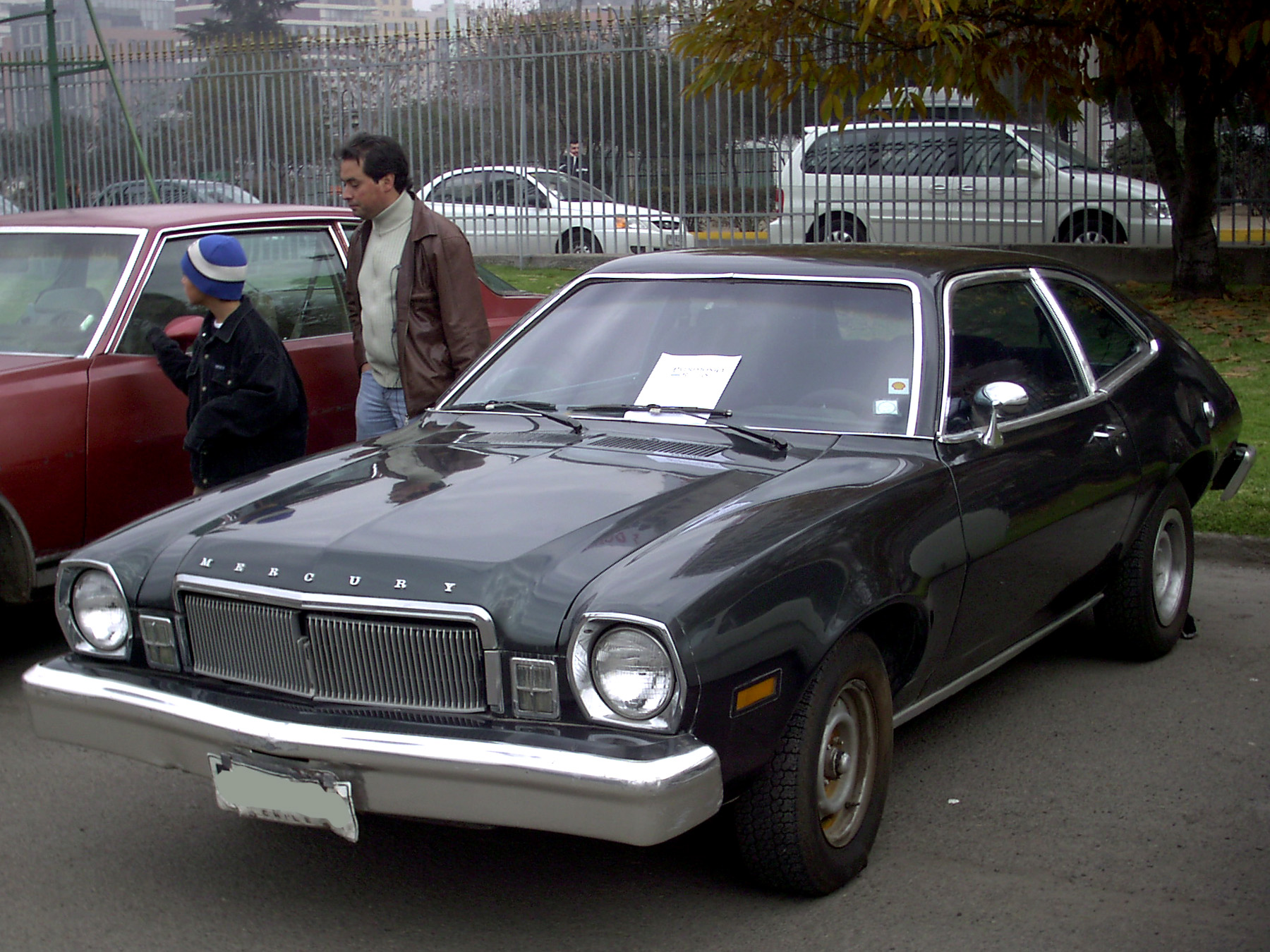
ميركوري بوبكات رونابوت 1975-1978
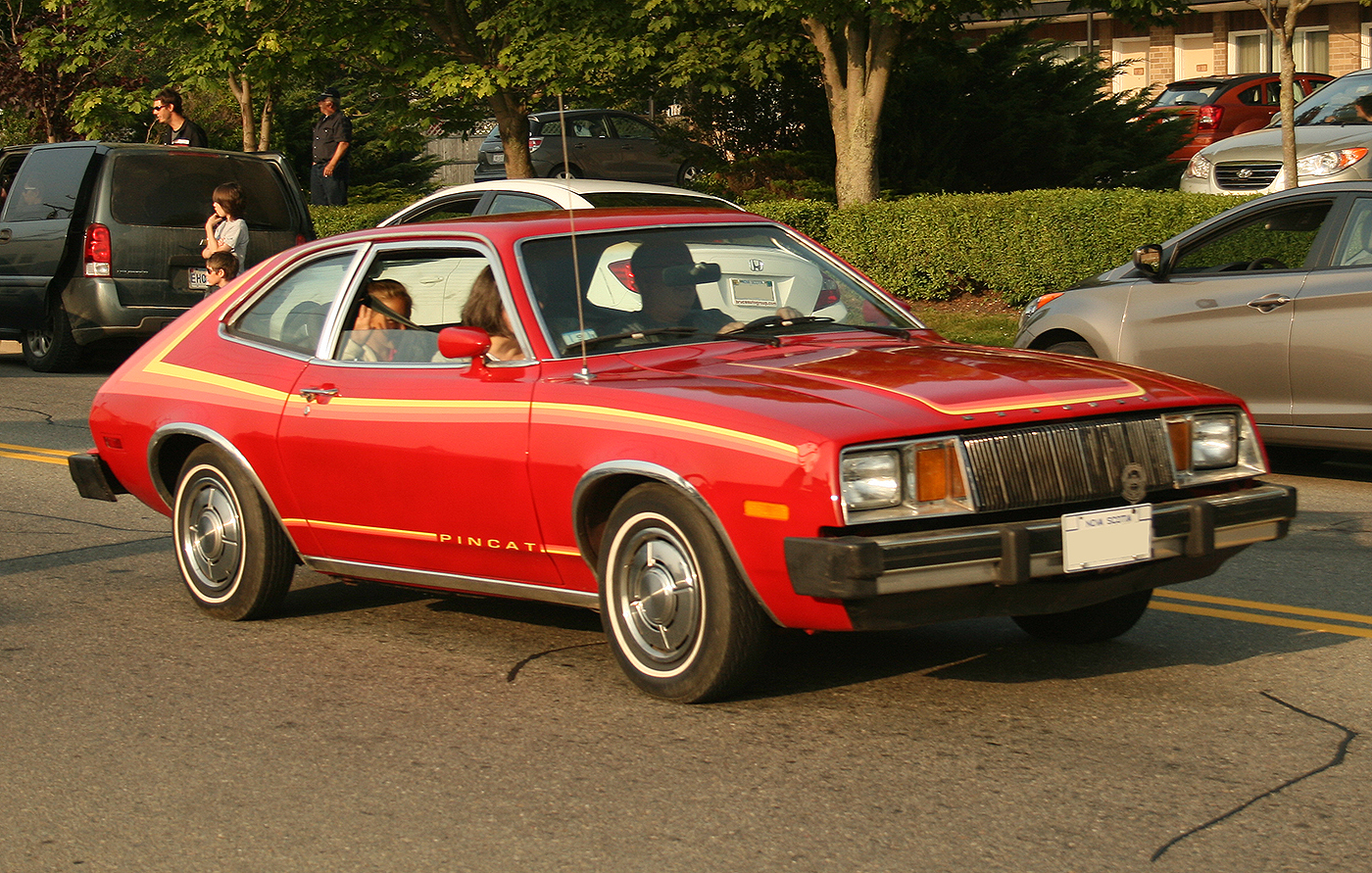
ميركوري بوبكات رونابوت 1979-1980

## الاستقبال والنقد
حظيت بينتو بأستقبال ومُراجعات إيجابيَّة وسلبية، حيثُ وصفت "رود آند تراك" فرامل الأسطوانة بأنَّ فيها عيب خطير، لكنّها أشادت بالمحرك المقتبس من فورد الأوروبية، فيمَا وجدت مجلّة "سوبر ستك" أنَ الملاءمة واللمسة النهائيَّة متفوقة" وقد أعجبت بالسيارة بشكلٍ عام. وجدت "كار آند درايفر" أنَ بينتو المجهزة بمحرك سعة 2.0 لتر ومكابح قرصية أمامية سيارة ركاب رشيقة وقوية تتمتع برؤية جيدة وشعور بالسيَّارات الرياضية.
أدَّى جدل حول بينتو إلى إرث سلبي مرتبط بالسيارة، وفي 2004 أدرجت فوربس سيارة بينتو ضمنَ أسوأ أربعة عشر سيارة في كلّ العصور، مشيرة إلى أنَ مشاكلها ساعدت على فتح سوق الولايات المتَّحدة للسيّارات الصغيرة المُستوردة من اليابان. وأدرجت مجلّة تايم بينتو في قائمة «أسوأ خمسين سيارة في كلّ العصور». وأدرجت «التايم» و«بوبيلار ميكانكس» و«إن بي سي نيوز» السيارة في قوائم أهم عمليات سحب السيارات.

## حرائق نظام الوقود
تسبب تصميم نظام الوقود في بينتو في حوادث خطيرة، ولاحقاً سحبت الشركة المنتج، ورفعت عليها عدَّة دعاوى قضائية، وقد وصفت هذه الأحداث بأنَّها «قصَّة تاريخية».
كانَ وضع خزان وقود السيارة نتيجةً للممارسات الصناعيّة المُحافظة في ذلك الوقت، وكذلك البيئة التنظيميَّة غير المؤكدة أثناء فترة التطوير، وفترات البيع المبكرة، وقد أُتهمت فورد بمعرفتها بأنَّ موضع خزان الوقود غير آمن، وأنها لم تغيُّر مكانه بعدَ أن أجرت تحليل داخلي للكلفة والعوائد، وتمَّ رفع قضيتان قانونيتان بارزتان ضدَّ الشركة نتيجةً لحوادث مميتة تورطت فيها شركة بينتوس وهما قضية «جريمشو ضدَّ شركة فورد موتور» وقضية «إنديانا ضدَّ شركة فورد موتور».

### تصميم نظام الوقود
كانَ تصميم نظام وقود بينتو معقدًا بسببِ البيئة التنظيميَّة غير المؤكدة خِلال فترة تطويره، وكان أول معيار فيدرالي لسلامة نظام وقود السيَّارات قد تمَّ تمريره في 1967، والذّي يُعرف باسمِ «القسم 301» في معايير سلامة السيَّارات الفيدرالية، وكان يُعتبر في البداية التأثيرات الأماميّة فقط. وفي يناير 1969 اقترحت إدارة السلامة الوطنيَّة على الطرق العامَّة توسيع المعيار لتغطية الاصطدامات الخلفية، وذلك بعدَ 18 شهرًا من تطوير نظام بينتو. وأعتمد المعيار المقترح على اختبار تأثير الحاجز الخلفي المتحرك عند سرعة 20 ميل/ساعة. وحينها أعلنت شركة فورد علنًا دعمها لهذا المعيار، وفي أغسطس 1970 عند البدء في إنتاج بينتو، غيَّرت إدارة السلامة الوطنيَّة على الطرق العامَّة الاقتراح إلى معيار أكثر صرامة وعلى شركات السيَّارات الوفاء به خِلال 18 شهرًا. وأعتبرت صناعة السيَّارات «معيار الحاجز الثابت» بمثابة زيادة كبيرة في شدة الاختبار، وفي الوقت نفسه أعلنت إدارة السلامة الوطنيَّة على الطرق العامَّة عن هدف طويل الأجل لوضع معيار حاجز ثابت يبلغ 30 ميلاً في الساعة.
بسببِ الارتباك المرتبط بمختلف المعايير المقترَحة وتوقَّع أنَ إدارة السلامة الوطنيَّة على الطرق العامَّة لن تختار المعيار الأكثر صرامة عند 30 ميلا في الساعة، أختارت فورد تلبية معيار الحاجز المتحرك عند 20 ميل في الساعة طواعية لجميع السيَّارات بحلول عام 1973. وأعترضت شركة فورد وشركات تصنيع السيَّارات الأُخرى على معيار سلامة نظام الوقود الأكثر صرامة وقدموا اعتراضات خِلال فترات التعليق المطلوبة على اللوائح المقترحة.
وضع تصميم بينتو خزان الوقود بين المحور الخلفي المباشر الصلب والمصد الخلفي، وهي ممارسة قياسية متبعة في السيَّارات الأمريكيَّة الصغيرة في ذلك الوقت،  وتفاقمت قابلية بينتو للتأثر بتسرب الوقود والحريق في التصادم الخلفي بسببِ انخفاض «مساحة السحق» الخلفية، ونقص التعزيز الهيكلي الخلفي، والمصد الخلفي «المزخرف بشكلٍ أساسي».
أظهر اختبار التصادم الذي أُجري كجزء من الاستجابة للوائح إدارة السلامة الوطنيَّة على الطرق العامَّة المقترَحة في 1970 في سيارة «فورد مافريكز المعدلة» ضعفها عند سرعات تصادم منخفضة نسبيًا، وأجرت الشركة بعض التغييراتِ في التصميم، وأظهرت الاختبارات بعدَ التعديلات نتائج مماثلة. وكانت هذه الاختبارات تجرى لتطوير معايير اختبار التصادم وليس للتحقق من سلامة نظام الوقود، على الرغم من أنَ مهندسي فورد لم يكونوا راضين عن أدائها، إلَّا أنَّه لا توجد تقارير تشير إلى قلق خاص في ذلك الوقت.
اختبرت فورد أيضًا العديد من تعديلات المركّبات الْمُخْتَلِفَةِ التي يُمكن أنَ تحسن أداء الصدمات الخلفية،  ومع ذلك فإنَّ الحذر والنفور المهني للمهندس من الحلول «غير المثبتة»، وكذلك الرأي القائل بأنَّ نتائج اختبار التصادم لم تكن حاسمة، أدَّى إلى استخدام تصميم خزان الوقود التقليديّ ووضعه. وكانَ استخدام موقع الخزان فوق المحور يُعتبر أكثر أمانًا من قبل البعض، ولم يكن هذا الموضع خيارًا قابلاً للتطبيق في شركة فورد لأنماط هيكل هاتشباك وستيشن واغن.
ابتداءً من 1973 استلم مكتب منسق الاستدعاء في فورد تقارير ميدانية عن سيارات فورد بينتو أشتعلت فيها النار بعدَ تعرضها لصدمات خلفية منخفضة السرعة. واستنادًا إلى الإجراءات القياسيّة المُستخدمة لتقييم التَّقارير الميدانية، قام فريق تقييمٍ الاستدعاء الداخليّ التابع لفورد بمراجعة البيانات الميدانيَّة مرتين، ولم يجد أي مشكلة قابلة للتنفيذ.

### تحليل التكلفة والفائدة، مذكرة بينتو
في 1973 طور قسم هندسة البيئة والسلامة في شركة فورد تحليلًا للتكلفة والفائدة بعنوان «الوفيات المُرتبطة بالتسرب الناجم عن تحطم خزان الوقود والحرائق» لتقديمه إلى إدارة السلامة الوطنيَّة على الطرق العامَّة لدعم اعتراض فورد على نظام الوقود المقترح، وأصبحت الوثيقة معروفة باسمِ تقرير «جراش / سوندي» الذي سمي على اسم مؤلفيه،  و«مذكرة بينتو». كانَ تحليل التكلفة والفائدة أحد الأدوات المُستخدمة في تقييمٍ قرارات تصميم السلامة المقبولة من قبل الصناعة وإدارة السلامة الوطنيَّة على الطرق العامة. حيثُ قارن التحليل بين تكلفة الإصلاحات والتكاليف المجتمعيَّة للإصابات والوفيات المُرتبطة بالحرائق في حالات انقلاب المركّبات لجميع السيَّارات المباعة في الولايات المتَّحدة من قبل جميع الشركات المصنعة. واستندت القيم المخصصة لإصابات الحروق الخطيرة وفقدان الأرواح إلى القيم التي حسبتها إدارة السلامة الوطنيَّة على الطرق العامَّة في عام 1972. وفي المذكرة، قدرت فورد تكلفة تعديلات نظام الوقود لتقليل مخاطر الحريق في أحداث التمرير إلى 11 دولارًا لكل سيارة وشاحنة خفيفة (جميع الشركات المصنعة)، بمبلغ إجمالي قدره 137 مليون دولار، وتمَّ تقدير التغييراتِ في التصميم لإنقاذ 180 حالة وفاة حروق و180 إصابة خطيرة في السنة، وهي فائدة للمجتمع بقيمة 49.5 مليون دولار.
في أغسطس 1977 تمَّ تزويد المحكمة بنسخة من المذكرة في قضية «جريمشو ضدَّ شركة فورد موتور»،  شدد مقال مارك داوي الاستقصائي «بينتو مادنس» الذي نُشر في مجلّة «مذر جونز» على الجوانب العاطفيّة لتقرير جراش / سوندي وألمح إلى أنَ فورد كانت تتاجر بحياة الناس من أجل الأرباح. كما زعم مقال «مذر جونز» أنَ ما بين 500 و900 شخص قد لقوا مصرعهم في حرائق تُعزى إلى ميزات التصميم الفريدة لبينتو.
ساهم الفهم العام لتحليل الكلفة والفائدة في تكوين صورة سيئة عن قضية فورد بينتو، وقالت مجلّة تايم إنَّ المذكرة كانت واحدة من «أكثر المسارات الورقية شهرة في صناعة السيارات».

### تحقيق إدارة السلامة الوطنيَّة على الطرق العامَّة
في أبريل 1974 قدم مركز أمان السيَّارات التماسًا إلى إدارة السلامة الوطنيَّة على الطرق العامَّة لسحب سيارات «فورد بينتو» لمعالجة عيوب في تصميم نظام الوقود بعدَ تقارير من المحامين بثلاث وفيات وأربع إصابات خطيرة في حوادث تصادمات من الخلف بسرعات معتدلة. وقد وجدت إدارة السلامة الوطنيَّة على الطرق العامَّة أنَّه لا يوجد دليل كافٍ لتبرير التحقيق في ذلك،  وفي أغسطس 1977 نُشر مقال بعنوان «بينتو مادنس» وجَّه كاتبه سلسلة من الاتهامات ضدَّ فورد وبينتو وإدارة السلامة الوطنيَّة على الطرق العامة. وتضَّمنت هذه المعلومات أنَ فورد تعلم أنَ بينتو كانت «مصيدة نارية» وقالت المقالة إنَّ فورد لم تعدل التصميم لأنَّ وثيقة تحليل التكلفة والفائدة أظهرت أنَ دفع الملايين من الأضرار في الدعاوى القضائيَّة كانَ أقل تكلفة من تغيير التصميم. وفي اليوم التالي لإصدار المقال عقد رالف نادر مؤلف مقالة «مذر جونز» مؤتمراً صحفياً في واشنطن العاصمة حول مخاطر تصميم بينتو. وفي نفس اليوم، أعاد نادر ومركز أمان السيَّارات تقديم التماسهم إلى إدارة السلامة الوطنيَّة على الطرق العامة.
قال شوارتز في مقالة «مجلّة روتجرز القانونية» إنَّ تحقيق إدارة السلامة الوطنيَّة على الطرق العامَّة الخاص ببينتو كانَ ردًا على شكاوى المستهلكين وأشار إلى أنَ مقالة «مذر جونز» تضَّمنت «قسيمة» يُمكن للقراء إرسالها بالبريد إلى إدارة السلامة الوطنيَّة على الطرق العامة.
في 11 أغسطس 1977 بعدَ يوم من المؤتمر الصحفي لنادر و«ماذر جونز» بدأت إدارة السلامة الوطنيَّة على الطرق العامَّة تحقيقًا،  وفي 8 مايو 1978 أبلغت إدارة السلامة الوطنيَّة على الطرق العامَّة شركة فورد أنَ نظام وقود بينتو كانَ معيبًا. وخلصت إدارة السلامة الوطنيَّة على الطرق العامَّة إلى أن فورد بينتوس تعرضت لاصطدام خلفي بسرعة معتدلة نتج عنه تلف في خزان الوقود، وتسريب الوقود، وحوادث حريق أدَّت إلى وفيات وإصابات غير قاتلة، كما أنَ تصميم خزان الوقود والخصائص الهيكلية لميركوري بوبكات 1975-1976 المطابِقة لمركبات بينتو المعاصرة، يجعلها عرضة لعواقب مماثلة في الاصطدامات الخلفية.
وحددت إدارة السلامة الوطنيَّة على الطرق العامَّة جلسة استماع عامة في يونيو 1978، وتفاوضت معَ فورد بشأن عملية استدعاء وسحب السيارات.
لاحظ لي وإيرمان أنَ إدارة السلامة الوطنيَّة على الطرق العامَّة استخدمت «اختبار أسوأ حالة» لتبرير استدعاء بينتو، حيثُ شغلت المصابيح الأماميّة للسيارة لتوفير مصدر اشتعال محتمل، وملأت خزان الوقود بالكامل بالبنزين بدلاً من ملئه جزئيًا بسائل ستودارد غير القابل للاشتعال كما في إجراء الاختبار العادي. في مقابلة لاحقة سُئل مهندس إدارة السلامة الوطنيَّة على الطرق العامَّة عن سبب إجبار فورد على سحب سيارات بينتو لفشلها في اختبار 35 ميلا في الساعة مع أنَ مُعظم السيَّارات الصغيرة في ذلك الوقت لم تنجح فيها، فقال: «لا يعني إفلات أصدقائك من السرقة أنَ تفلت من العقاب أيضًا.» 
وجهت الإدارة الوطنيَّة شركة فورد لاستدعاء وسحب سيارة بينتو. حيثُ لم تجد في البداية أدلة كافية لمطالبتها بسحب السيَّارات بسببِ حوادث الحرائق، وقد وجد تحقيق الإدارة 27 حالة وفاة حدثت بين عام 1970 ومنتصف عام 1977 في حوادث الاصطدام الخلفي أدَّت إلى نشوب حريق، ولم تشر الإدارة إذا كانَ يُمكن النجاة من هذه الحوادث في حالة عدم وجود حريق. وفي تحليل للعوامل الاجتماعيَّة التي تؤثر على تصرفات إدارة السلامة الوطنيَّة على الطرق العامة، لاحظ لي وايرمان وجود نفس عدد الوفيات المنسوبة إلى مشكلة بينتو وَالتي ساهمت في الاصطدامات بعدَ توقف السيَّارات المتضررة. كما لاحظ أنَ لإدارة السلامة الوطنيَّة حافزان أساسيان في إثبات وجود خلل في تصميم نظام الوقود بينتو. حيثُ تعرضت لضغوط من قبل مركز أمان السيارات، وضغوط الرأي العام.

### سحب المنتج
وافقت الشركة على برنامج «سحب طوعي»، وكانَ بإمكانها المضي قدمًا في جلسات الاستدعاء الرسمية، خوفًا من إلحاق الضرر بسمعة الشركة العامة، 
وفي 9 يونيو 1978 أستدعت فورد 1.5 مليون سيارة «فورد بينتوس» و«ميركوري بوبكاتس»، قبل أيام من قيام إدارة السلامة الوطنيَّة على الطرق العامَّة بإصدار أمر استدعاء رسمي لها، وهو أكبر استدعاء في تاريخ السيَّارات في ذلك الوقت،  وقد اختلف فورد معَ نتائج إدارة السلامة الوطنيَّة التي قضت بوجود خلل في السيارات، وقالت إنَّ عملية الاستدعاء «لإنهاء القلق العام الناتج عن انتقاد أنظمة الوقود في المركبات.» 

## القضايا القانونيَّة
تمَّ رفع ما يقرب من 117 دعوى قضائيَّة ضدَّ شركة فورد تتعلق بحوادث النهاية الخلفية في بينتو،  وكانت أهم قضيتين هما «جريمشو ضدَّ شركة فورد موتور» وقضية «ولاية انديانا ضدَّ شركة فورد موتور».

### جريمشو ضدَّ فورد موتور
تُعدّ قضية «جريمشو ضدَّ شركة فورد موتور» في فبراير 1978 واحدة من قضيتين مهمتين لبينتو،  حيثُ توقفت سيارة بينتو عام 1972 بِقيادة «ليلي جراي» في الممر الأوسط لطريق سريع في كاليفورنيا، وأصطدمت السيارة من الخلف بمركبة كانت تسير بسرعة 50 ميل في الساعة وأنخفضت إلى 30 ميل في الساعة عند الحادث، وأدَّى الحادث إلى حريق في خزان الوقود. وماتت جراي في الحادث، وأصيب الراكب ريتشارد جريمشو (ثلاثة عشر عامًا) بحروق خطيرة.
منحت لجنة التحكيم 127.8 مليون دولار عن الأضرار، منها 125 مليون دولار تعويضات عقابية و2,841,000 دولار تعويضات للراكب ريتشارد جريمشو و665 ألف دولار تعويضات لعائلة السائقة المتوفية «ليلي جراي». وقيل إنَّ المبلغ كانَ الأكبر على الإطلاق في قضايا المسؤوليَّة عن المُنتجات والإصابات الشخصية في الولايات المتحدة. وكانت أكبر حُكِمَ ضدَّ صانعي السيَّارات في ذلك الوقت. وقد خفض القاضي التعويضات العقابية لهيئة المحلّفين إلى 3.5 مليون دولار، وقال لاحقًا إنه «لا يزال أكبر من أي تعويض عقابي آخر في الولاية بخمسة أضعاف». وقرَّرت فورد بعدَ ذلك تسوية القضايا ذات الصلة خارج المحكمة.
كانَ رد الفعل على قضية جريمشو متباينًا. ووفقًا لصحيفة لوس أنجلوس تايمز في 2010 فإنَّ الحُكم أشارَ إلى معاقبة الشركة بقسوة لتجاهلها العيوب المعروفة. كما تمَّ الاستشهاد بالقضية كمثال على التعويضات عن الأضرار غير المنطقية. وأثناء دعم اكتشاف المسؤوليَّة لاحظ «شوارتز» أنَّه من الصعب تبرير تعويض الضرر التأديبي.

### انديانا ضدَّ فورد موتور
في 10 أغسطس 1978 قُتلت ثلاث فتيات مراهقات من عائلة أولريش في أوسيولا، إنديانا في حادث اصطدام خلفي لسيارة بينتو طراز 1973، حيثُ توقف السائق في الطريق لِاستعادة غطاء خزان الوقود الذي ترك عن غير قصد على الجزء العلوي من السيارة وسقط بعدَ ذلك على الطريق، وأثناء توقفه صدمت سيارة شيفروليه بينتو. ووجهت هيئة محلفين كبرى لائحة اتهام إلى فورد في ثلاث تهم بارتكاب جرائم قتل طائش، وكانت القضية علامة بارزة في قانون المسؤوليَّة عن المُنتجات كأول مرَّة تواجه فيها شركة اِتِّهامات جنائية لمنتج معيب، وهي المرة الأولى التي تتهم فيها شركة بجريمة قتل. وفي حالة إدانتها ستواجه فورد غرامة قدرها 30 ألف دولار بموجب قانون جرائم القتل المتهور لعام 1978 في ولاية إنديانا. وكانَ دفاع فورد القانونيّ أكثر طموحًا بكثير من الجهد المبذول في قضية جريمشو،  وقاد هذا الجهد جيمس إف. نيل برفقة 80 موظفًا وميزانية تبلغ حوالي مليون دولار، فيمَا كانَ لمحامي النيابة في مقاطعة خارت ميزانية تبلغ حوالي 20 ألف دولار وأساتذة قانون وطلاب قانون متطوعون. وقال رئيس سابق لإدارة السلامة الوطنيَّة على الطرق العامَّة في شهادته نيابة عن فورد إنَّ تصميم بينتو لم يكن أكثر أو أقل أمانًا من تصميم أي سيارة أُخرى في فئتها،  وفي 1980 وجدت المحكمة أن فورد غير مذنبه، وفي 1980 تمت تسوية دعوى مدنية بمبلغ 7500 دولار لكل مدعي.
وفقًا «لأخبار السيارات» في 2003 كانت لائحة الاتهام نقطة معيبة في سمعة فورد،  ورأى البعض في الدعوى علامة بارزة لأخذ شركة ما للمساءلة عن أفعالها بينما رأى البعض الآخر أنَ القضية تافهة،  وفي 2002 أشارَ مالكوم ويلر المحامي الذي يعمل معَ فريق دفاع شركة فورد، إلى أنَ القضية كانت تطبيقًا سيئًا للقانون الجنائي،  حيثُ أثرت القضية على كيفية تعامل شركة فورد معَ قضايا مسؤولية المنتج المستقبليَّة سواء من الناحية القانونيَّة أو في الصحافة.

### تحليل السلامة بأثر رجعي
فحصت مقالة «مراجعة قانون روتجرز» بقلم «جاري تي شوارتز» أستاذ القانون السابق في جامعة كاليفورنيا في لوس أنجلوس مُعدَّلات الوفيات الناجمة عن سيارة «بينتو» وسيارات صغيرة أُخرى في تلك الفترة الزمنية، وأشارت المقالة إلى أنَ الحرائق والحرائق الخلفية على وجَّه الخصوص، هي جزء صغير جدًا من إجمالي وفيات السيارات. وفي ذلك الوقت كانَت 1٪ فقط من حوادث السيَّارات تؤدي إلى نشوب حريق، وكانت 4٪ فقط من الحوادث المميتة ناتجة عن حريق، وكانت 15٪ من حوادث الحرائق القاتلة نتيجةً الاصطدامات الخلفية. وعند النظر في السلامة العامَّة في «بينتو» فإنَّ فئة السيَّارات الصغيرة لها مخاطر وفاة أعلى بشكلٍ عام، حيثُ مثلت بينتوس 1.9٪ من جميع السيَّارات على الطريق في الفترة 1975-1976. وشكلت خِلال تلك الفترة 1.9٪ من إجمالي «الحوادث المميتة المصحوبة بحريق». ويعني ذلك أنَ بينتو كانت في مرتبة متوسطة بالنسبة لجميع السيَّارات وفي مرتبة أعلى قليلاً من المتوسط في السيَّارات الصغيرة. وعند النظر في جميع أنواع الوفيات كانت بينتو متساوية تقريبًا معَ «إيه أم سي جريملين» وشيفروليه فيجا وداتسون 510. , كانت أفضل بكثير من «داتسون 1200/210» وتويوتا كورولا و«فولكس فاجن بيتل». وكان سجّل أمان السيارة من حيثُ الحرائق متوسطًا بالنسبة للسيّارات المدمجة، وأقل قليلاً من المتوسط بالنسبة لجميع السيارات. ورفضَ شوارتز تصوير السيارة على أنَّها مصيدة نارية.